# Michael Haller
Michael Georg Haller (ur. 13 stycznia 1840 w Neusaat, zm. 4 stycznia 1915 w Ratyzbonie) – niemiecki kompozytor i pedagog, ksiądz katolicki.

## Życiorys
Kształcił się w benedyktyńskim klasztorze Metten i w seminarium duchownym w Ratyzbonie, w 1864 roku przyjął święcenia kapłańskie. Studiował muzykę kościelną u Josepha Schremsa, był prefektem ratyzbońskiego Chorknaben Institut. Od 1874 roku wykładał kontrapunkt i kompozycję wokalną w nowo utworzonym Kirchenmusikschule w Ratyzbonie, w 1899 roku otrzymał tytuł kanonika. Został odznaczony krzyżem Pro Ecclesia et Pontifice.
Był jednym z czołowych działaczy ruchu cecyliańskiego, nazywany był „niemieckim Palestriną”. Stworzył podstawy teoretyczne i kompozytorskie zreformowanej muzyki kościelnej, sporządził katalog kompozycji przeznaczonych do wykonywania przez chóry kościelne podczas nabożeństw. Opublikował prace Vademecum und Übungsbuch für den Gesangunterricht (1875), Kompositionslehre für polyphonen Kirchengesang (1891), Übungsmaterial zur Kompositionslehre (1896), Exempla polyphoniae ecclesiasticae (1904).
Twórczość kompozytorska Hallera obejmuje 113 opusów. Komponował w archaizującym stylu, z wykorzystaniem środków polifonicznych. Napisał m.in. szereg mszy (Missa tertia 1876, Missa quinta 1877, Missa sexta 1877, Missa octava 1879, Missa decima 1881, Missa undecima 1881, Missa solemnis 1883, Missa septima decima 1896), oratorium Die heilige Cäcilia na głos recytujący, głosy solowe, chór i fortepian (1896), Stabat Mater (1915) oraz liczne motety.